# Лыхилъёган
Лыхилъёган (устар. Лыглын-Еган) — река в России, протекает по Нижневартовскому району Ханты-Мансийского АО. Устье реки находится в 76 км по правому берегу реки Варынгъёган. Длина реки составляет 30 км.
Система водного объекта: Варынгъёган → Лунгъёган → Колекъёган → Вах → Обь → Карское море.

## Данные водного реестра
По данным государственного водного реестра России относится к Верхнеобскому бассейновому округу, водохозяйственный участок реки — Вах, речной подбассейн реки — бассейн притоков (Верхней) Оби от Васюгана до Ваха. Речной бассейн реки — (Верхняя) Обь до впадения Иртыша.
Код объекта в государственном водном реестре — 13011000112115200040371.